# Glaucopsyche saportoe
Glaucopsyche saportoe är en fjärilsart som beskrevs av Jacob Hübner 1827/41. Glaucopsyche saportoe ingår i släktet Glaucopsyche och familjen juvelvingar. Inga underarter finns listade i Catalogue of Life.